# El Coyul, Ayutla de los Libres
El Coyul är en ort i Mexiko.   Den ligger i kommunen Ayutla de los Libres och delstaten Guerrero, i den södra delen av landet, 280 km söder om huvudstaden Mexico City. El Coyul ligger 779 meter över havet och antalet invånare är 177.
Terrängen runt El Coyul är huvudsakligen kuperad, men åt sydväst är den bergig. Runt El Coyul är det ganska glesbefolkat, med 29 invånare per kvadratkilometer. Närmaste större samhälle är Ayutla de los Libres, 12,9 km väster om El Coyul. I omgivningarna runt El Coyul växer huvudsakligen savannskog.